# Саломон, Александр Егорович
Александр Егорович Саломон (29 декабря 1842, Москва — 20 июня 1904, Ялта, Таврическая губерния) — российский учёный-энохимик.

## Биография
Родился 29 декабря 1842 года в Москве. В 1865 году окончил Московский университет, затем в 1867 году, продолжил обучение в университетах Галле и Лейпцига. Стажировался в Никитском ботаническом саду, «Магараче», а также в Австрии, Германии и Франции. В 1870 году организовал и возглавил первую в России Магарачскую энохимическую лабораторию; одновременно, до 1892 года, преподавал основы виноделия в Никитском училище садоводства и виноделия. В 1892—1902 председатель Крымского филлоксерного комитета, инспектор виноделия юга России, председатель Одесского филлоксерного комитета.
Умер в Ялте 20 июня 1904 года. Похоронен на кладбище в Верхней Массандре.

## Научная деятельность
Внёс весомый вклад в создание русской науки о вине. На основе исследований по применению спиртования бродячего сусла предложил новое направление в технологии десертных и крепких вин; положил начало научной разработки вопросов применения минеральных удобрений в виноградниках. Автор более шестидесяти научных работ. Удостоен золотой медали агрономического общества Франции. В Никитском училище садоводства и виноделия в 1903 году была учреждена стипендия имени Саломона.